# Protonotaria citrea
Protonotaria citrea là một loài chim trong họ Parulidae.
Chúng sinh sống trong đầm gỗ cứng ở đông nam Ontario cực và miền đông Hoa Kỳ. Chúng trú đông ở Tây Ấn, Trung Mỹ và Nam Mỹ. Đây là một loài lang thang hiếm có tại các tiểu bang phía Tây, nhất là California.